# Franz Böhme (Offizier)

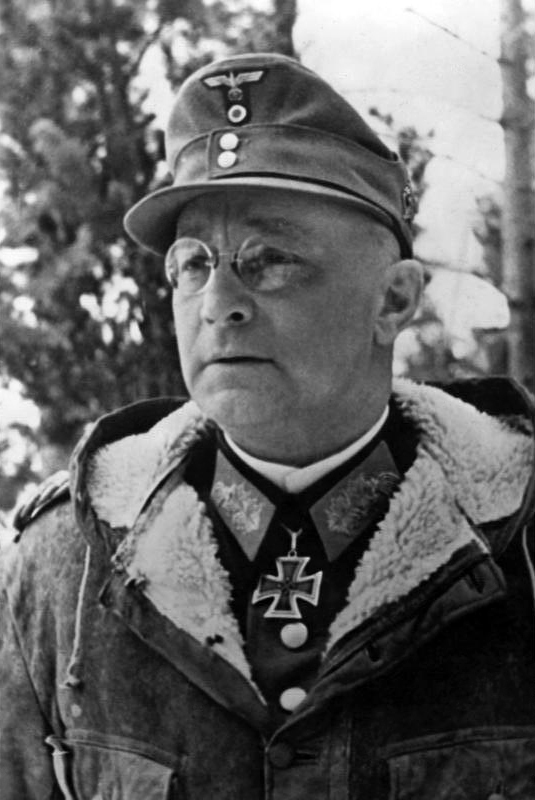
Franz Böhme (1943)

Franz Friedrich Böhme (* 15. April 1885 in Zeltweg, Steiermark als Franciscus Fridricus Böhme; † 29. Mai 1947 in Nürnberg) war ein österreichischer Offizier und General der Gebirgstruppe in der deutschen Wehrmacht. Im Zweiten Weltkrieg war er als Bevollmächtigter Kommandierender General in Serbien für Massaker an der Zivilbevölkerung verantwortlich.

## Leben
Franz Böhmes Eltern waren der Bahnbeamte Friedrich Ernst Böhme (auch Friedrich Carl) und dessen Frau Maria Ludmilla Böhm, geborene Stremayer.
Franz Böhme verlor im Alter von 17 Jahren im Jahre 1902 seinen Vater und zwei Jahre später seine Mutter. Nach dem Schulbesuch trat er am 14. August 1904 als Fähnrich in das k.u.k. Infanterieregiment 95 ein. Er absolvierte eine Offizierslaufbahn in der k.u.k. Armee (1905 Leutnant, 1914 Oberleutnant, 1915 Hauptmann). Im Ersten Weltkrieg wurde Böhme von 1914 bis 1916 in Galizien eingesetzt, 1917 in Wolhynien, Kurland und Dünaburg, und 1917/18 schließlich an der Isonzo-Front. Unter anderem wurde er mit dem Karl-Truppenkreuz sowie mit dem deutschen Eisernen Kreuz I. und II. Klasse ausgezeichnet.
Nach dem Krieg wurde Böhme in das österreichische Bundesheer übernommen, in dem er hauptsächlich in Generalstabsstellen diente. Von 1935 bis 1938 war er als Generalmajor Vorstand des Nachrichtendienstes des österreichischen Bundesheeres. Im Berchtesgadener Abkommen vom 12. Februar 1938 wurde Böhme zum Nachfolger des Generalstabschefs Feldmarschallleutnant Alfred Jansa bestimmt, der für eine Abwehr eines deutschen Angriffs auf Österreich eingetreten war. Am 17. Februar fand der Wechsel statt. Böhme war als einziger Angehöriger der österreichischen Generalität Mitglied im illegalen Nationalsozialistischen Soldatenring.
Nach dem Anschluss Österreichs an das Dritte Reich im März 1938 war Böhme vorübergehend ohne Kommando, ehe er im November 1938 als Standortältester nach Brandenburg an der Havel versetzt wurde. Von Juli 1939 bis Juni 1940 war er Kommandeur der 32. Infanterie-Division, mit der er am Überfall auf Polen und dem Frankreichfeldzug der deutschen Wehrmacht teilnahm. Hier erhielt er das Ritterkreuz.
Der hohen Auszeichnung folgte am 1. August 1940 die Beförderung zum General der Infanterie. Im Herbst 1940 wurde Böhme zum Kommandierenden General des XVIII. Gebirgskorps ernannt, das im Frühjahr 1941 im Balkanfeldzug eingesetzt wurde. Vom 16. September bis 2. Dezember 1941 war er Bevollmächtigter Kommandierender General in Serbien. Adolf Hitler beauftragte Böhme, „auf weite Sicht im Gesamtraum mit den schärfsten Mitteln die Ordnung wiederherzustellen“. Im Sinne des Sühnebefehls von Generalfeldmarschall Wilhelm Keitel ordnete Böhme an, dass sofort „alle Kommunisten, als solche verdächtige männliche Einwohner, sämtliche Juden, eine bestimmte Anzahl nationalistischer und demokratisch gesinnter Einwohner als Geiseln festzunehmen“ seien. Sie sollten bei Verlusten der Wehrmacht im Verhältnis 1:100 für jeden Gefallenen und 1:50 für jeden Verwundeten von Exekutionskommandos der Wehrmacht erschossen werden. Gestützt auf diesen Befehl erschoss die Wehrmacht im Herbst 1941 Serben, serbische Juden und "Zigeuner".

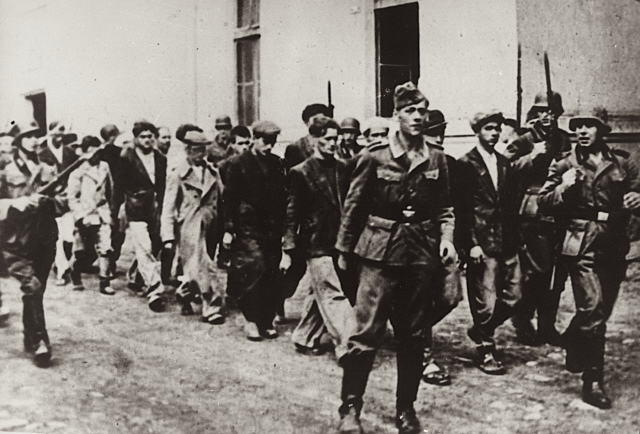
Wehrmachtsoldaten führen Männer zur Exekution, Kragujevac, 21. Oktober 1941

In den Städten Kraljevo und Kragujevac rächten sich Einheiten der 717. Infanterie-Division nach heftigen Artilleriekämpfen mit Partisanen und Tschetniks an der Zivilbevölkerung und erschossen innerhalb weniger Tage mehr als 4000 Einwohner (Massaker von Kraljevo und Kragujevac). Nach nur drei Monaten Aufenthalt Böhmes als Bevollmächtigter Kommandierender General in Serbien ergab sich im Dezember 1941 folgende Bilanz: Den 160 gefallenen und 278 verwundeten Wehrmachtangehörigen standen offiziell 3.562 im Kampf gefallene Partisanen und zwischen 20.000 und 30.000 erschossene Zivilisten gegenüber.
Von Mai 1942 bis Dezember 1943 befehligte Böhme sein Korps an der Eismeerfront, ehe er als Wehrkreisbefehlshaber nach Salzburg versetzt wurde. Am 10. Februar 1944 wurde ihm das Deutsche Kreuz in Gold verliehen. Am 23. März 1944 wurde sein Dienstgrad in General der Gebirgstruppe geändert und im Juni 1944 wurde er mit der Führung der 2. Panzerarmee in Jugoslawien beauftragt, jedoch bereits nach wenigen Wochen bei einem Flugzeugabsturz schwer verletzt. Von Januar 1945 bis zum Kriegsende war er Wehrmachtbefehlshaber in Norwegen und als Nachfolger von Lothar Rendulic Oberbefehlshaber der 20. Gebirgs-Armee.
Im Mai 1945 geriet Böhme in Norwegen in britische Kriegsgefangenschaft. 1946 war er im Kriegsgefangenenlager 198 bei Bridgend in South Wales und wurde am 13. Mai 1947 im Nürnberger Geiselprozess angeklagt. Vor Beginn der mündlichen Verhandlung nahm er sich am 29. Mai 1947 das Leben, indem er aus dem vierten Stock des Gefängnisgebäudes sprang. Er ist auf dem St.-Leonhard-Friedhof in Graz beigesetzt.